# WUAL-FM
Koordinaten: 33° 5′ 40″ N, 87° 24′ 47″ W
WUAL ist die Hauptstation des Alabama Public Radio (APR) aus Tuscaloosa, Alabama. Die Station wurde 1972 gegründet und gehört der University of Alabama. WUAL-FM überträgt das Programm des Alabama Public Radio mit News und Talk, Klassischer Musik, Folk und Jazz, AAA und anderen speziellen Musikprogrammen.
WUAL-FM sendet auf UKW 91,7 MHz mit 100 kW und erreicht die Region von Birmingham bis an den Mississippi im Westen. Die APR-Stationen senden mit drei HD-Kanälen: HD1 APR News & Classics, HD2 Xponential Radio (APR Rocks) und HD3 BBC World Service.